# Episodi di Taxi (quarta stagione)
La quarta stagione della serie televisiva Taxi è stata trasmessa in anteprima negli Stati Uniti d'America dalla ABC tra l'8 ottobre 1981 e il 6 maggio 1982.
| nº | Titolo originale                | Titolo italiano | Prima TV USA     | Prima TV Italia |
| -- | ------------------------------- | --------------- | ---------------- | --------------- |
| 1  | Jim the Psychic                 |                 | 8 ottobre 1981   |                 |
| 2  | Vienna Waits                    |                 | 15 ottobre 1981  |                 |
| 3  | Mr. Personalities               |                 | 22 ottobre 1981  |                 |
| 4  | Jim Joins the Network           |                 | 29 ottobre 1981  |                 |
| 5  | Louie's Fling                   |                 | 5 novembre 1981  |                 |
| 6  | Like Father, Like Son           |                 | 12 novembre 1981 |                 |
| 7  | Louie's Mom Remarries           |                 | 19 novembre 1981 |                 |
| 8  | Fledgling                       |                 | 26 novembre 1981 |                 |
| 9  | Of Mice and Tony                |                 | 10 dicembre 1981 |                 |
| 10 | Louie Goes Too Far              |                 | 17 dicembre 1981 |                 |
| 11 | I Wanna Be Around               |                 | 7 gennaio 1982   |                 |
| 12 | Bobby Doesn't Live Here Anymore |                 | 14 gennaio 1982  |                 |
| 13 | Nina Loves Alex                 |                 | 21 gennaio 1982  |                 |
| 14 | Tony's Lady                     |                 | 28 gennaio 1982  |                 |
| 15 | Simka Returns                   |                 | 4 febbraio 1982  |                 |
| 16 | Jim and the Kid                 |                 | 11 febbraio 1982 |                 |
| 17 | Take My Ex-Wife, Please         |                 | 18 febbraio 1982 |                 |
| 18 | The Unkindest Cut               |                 | 25 febbraio 1982 |                 |
| 19 | Tony's Comeback                 |                 | 4 marzo 1982     |                 |
| 20 | Elegant Iggy                    |                 | 18 marzo 1982    |                 |
| 21 | The Wedding of Latka and Simka  |                 | 25 marzo 1982    |                 |
| 22 | Cooking for Two                 |                 | 8 aprile 1982    |                 |
| 23 | The Road Not Taken (Part 1)     |                 | 29 aprile 1982   |                 |
| 24 | The Road Not Taken (Part 2)     |                 | 6 maggio 1982    |                 |